# Foy, Belgien

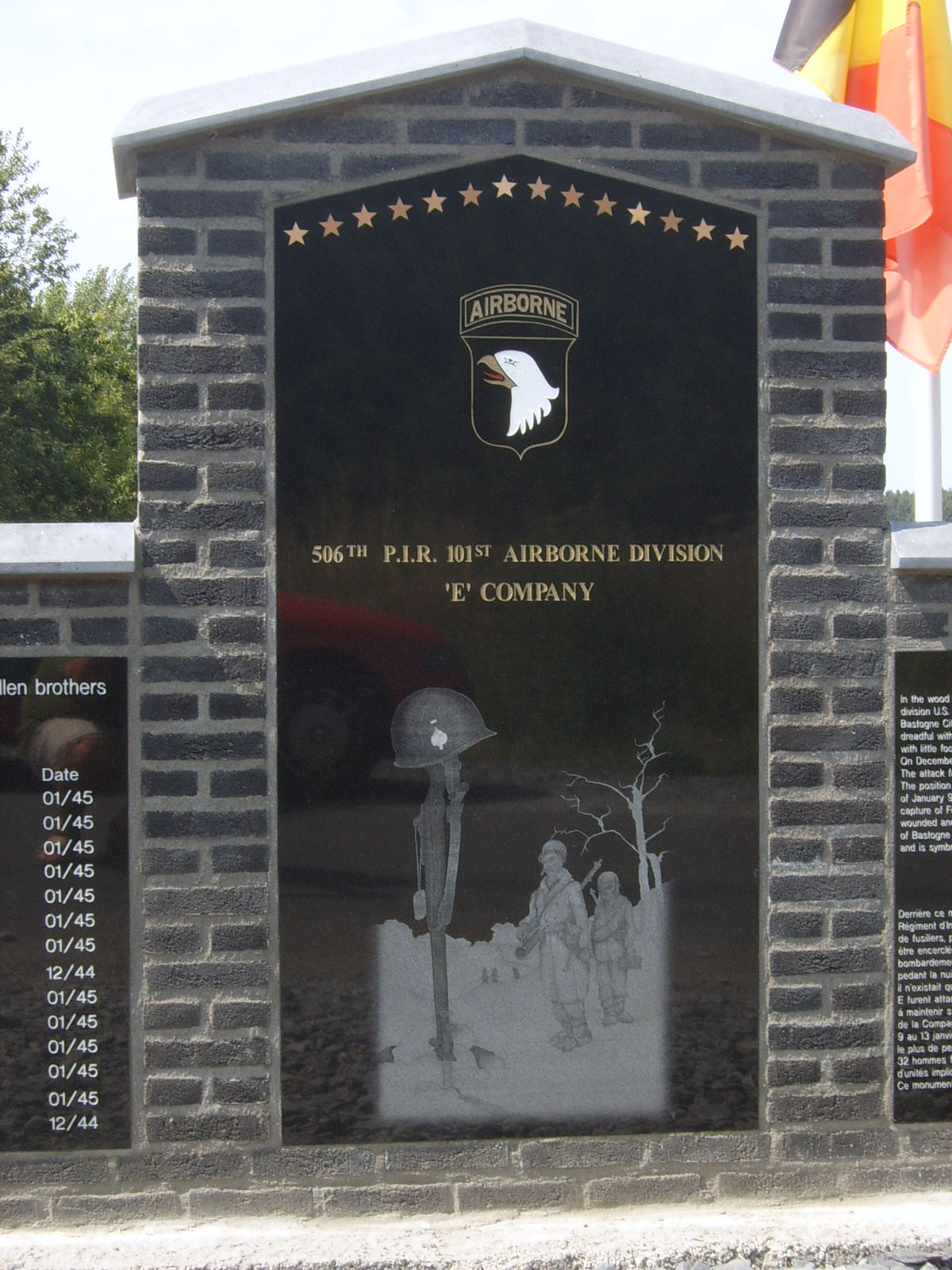
Minnesmärke över Easy Company i Foy.

Foy är en by i Belgien som ligger strax utanför Bastogne.

## Ardenneroffensiven
Under andra världskriget var Foy tungt ockuperat av tyskarna tidigt i Ardenneroffensiven. Den amerikanska 101st Airborne Division höll Bois Jacques, en skog precis utanför byn. Efter att de blivit avlösta från George S. Pattons armé kunde de anfalla byn. I TV-miniserien Band of Brothers var det Easy Company som stod för anfallet.